# Tropeognathus
Tropeognathus is een geslacht van uitgestorven pterosauriërs behorend tot de groep van de Pterodactyloidea dat tijdens het Vroeg-Krijt leefde in het gebied van het huidige Brazilië.

## Naamgeving
Het geslacht werd in 1987 benoemd door de Duitse paleontoloog Peter Wellnhofer. De geslachtsnaam betekent 'kielkaak' vanuit het Klassiek Griekse τρόπις, tropis, 'scheepskiel' en γνάθος, gnathos, 'kaak', een verwijzing naar de kammen op de schedel. De typesoort is Tropeognathus mesembrinus, de soortaanduiding betekent 'van het middaguur', 'zuidelijk', mesembrinos in het Koinè Grieks, een verwijzing naar de vindplaats op het zuidelijk halfrond.

## Tropeognathus mesembrinus

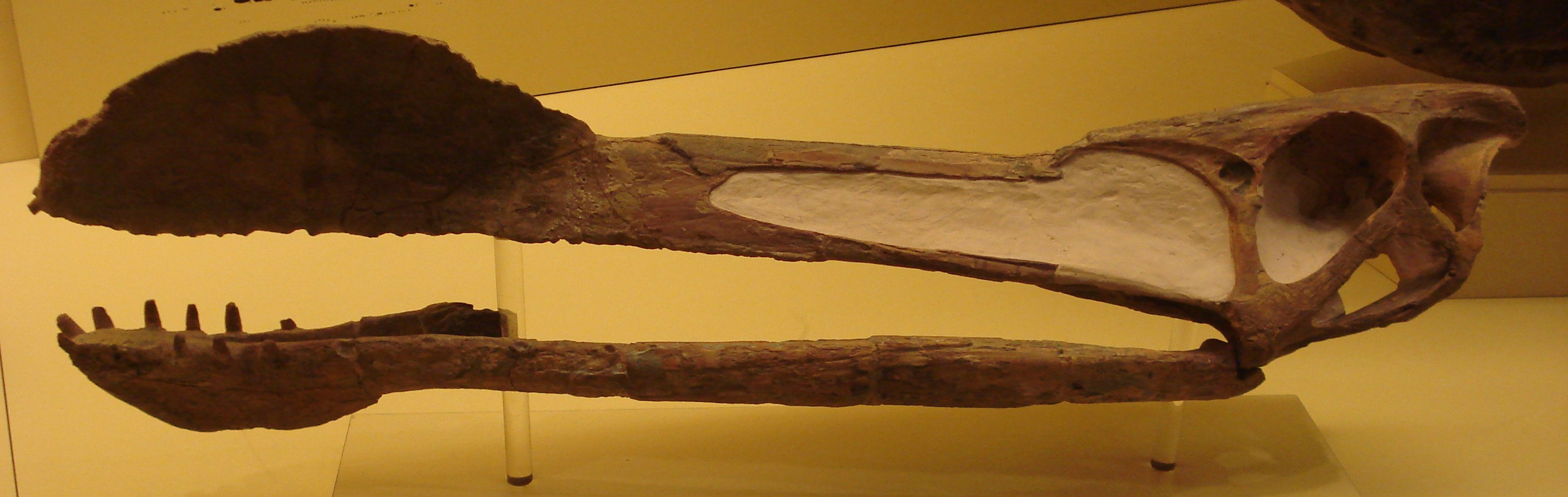
Afgietsel van BSP 1987 I 46

Het holotype van T. mesembrinus is BSP 1987 I 46, een fossiel van illegale Braziliaanse handelaren aangekocht door de Bayerische Staatssammlung für Paläontologie und historische Geologie te München. Dit was toen een gangbare praktijk bij Europese musea; pas in de eenentwintigste eeuw zou men het bedenkelijke karakter ervan gaan inzien, na protesten van de Braziliaanse overheid en onderzoekers. De precieze herkomst van het stuk is daarmee onzeker maar hoogstwaarschijnlijk is het gestroopt uit lagen van de Santanagroep, die aan het oppervlak komen in het Araripebekken op de Chapada do Araripe. 

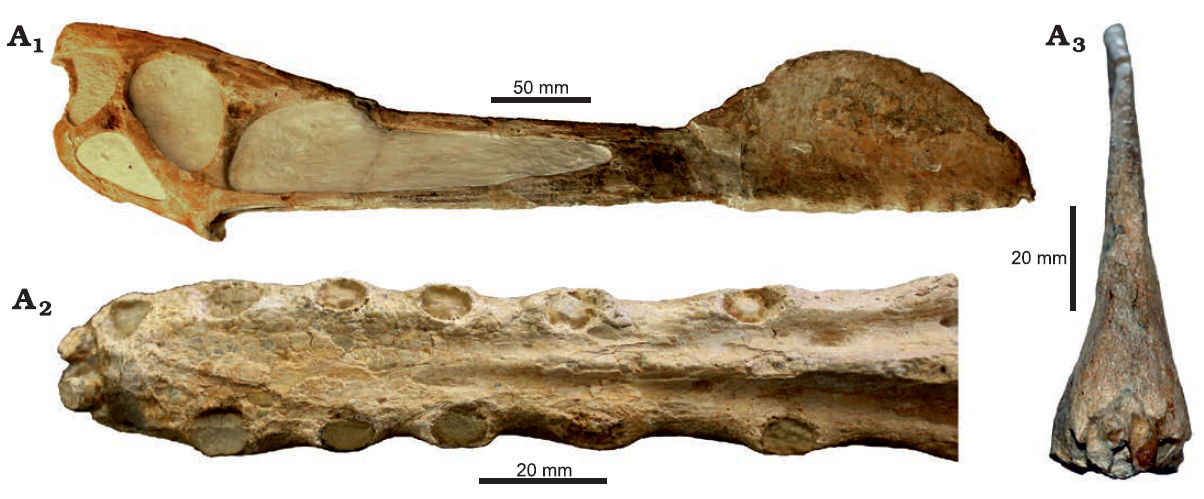
Het holotype

Het holotype bestaat uit een schedel met onderkaken die aangetroffen was in een kalkknol, welke concretie het exemplaar driedimensionaal bewaarde, zonder veel pletting. De schedel is tweeënzestig centimeter lang en bezit een grote bolle kam voor op de snuit met een overeenkomende bolle kam op de onderkaak. Een stuk onderkaak bewaard in Stuttgart, SMNS 56994, is ook aan de soort toegeschreven. De kop heeft volgens de beschrijving van Wellnhofer dertien tanden in de bovenkaak en elf in de onderkaak. Het fossiel is dat van een volwassen exemplaar; Wellnhofer schatte de spanwijdte van het dier op bijna zes meter.

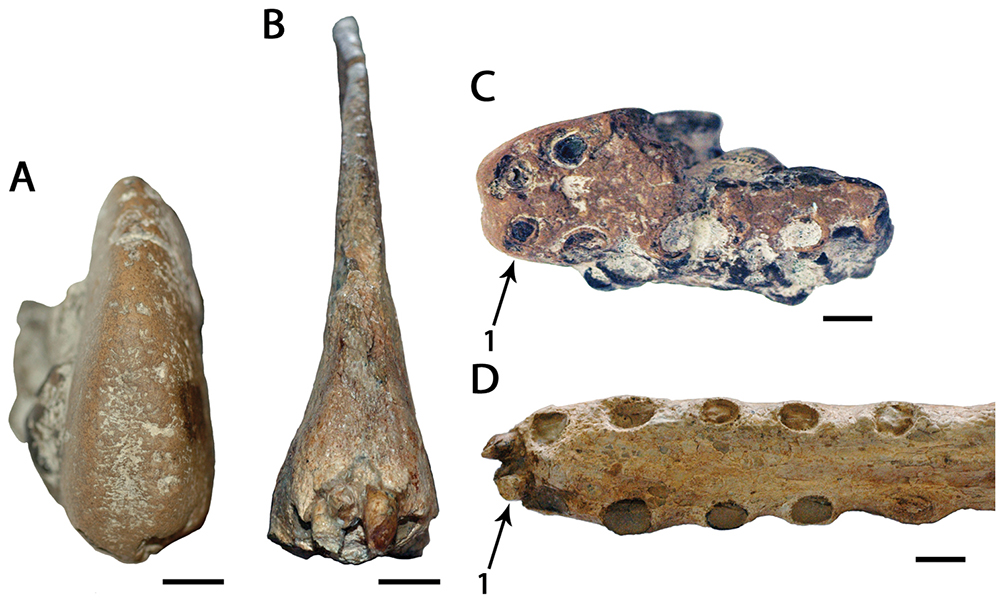
Een vergelijking onder B en D met Ornithocheirus simus

Veel onderzoekers hebben T. mesembrinus bij andere geslachten ondergebracht. Alexander Kellner beschouwde het in 1988 een Anhanguera mesembrinus. In 2000 echter veranderde hij van mening en erkende de validiteit van een T. mesembrinus. In 2001 beschouwde Michael Fastnacht het een Criorhynchus mesembrinus en datzelfde jaar zag David Unwin het identiek aan Ornithocheirus simus. André Veldmeijer die het in 1998 nog een Coloborhynchus mesembrinus achtte, noemt het nu een Criorhynchus simus terwijl Unwin overgegaan is op de naam Ornithocheirus mesembrinus, echter alleen omdat niet met zekerheid een identiteit kan worden vastgesteld. Al deze meningsverschillen ontstaan door de slechte kwaliteit van de holotypen van Ornithocheirus — er is namelijk ook nog strijd over de vraag welke het holotype nu eigenlijk is. Unwin acht O. simus de typesoort; in zijn interpretatie vertegenwoordigt het materiaal waar T. mesembrinus op gebaseerd is de belangrijkste gegevens die we over Ornithocheirus  bezitten. Kellner daarentegen verwerpt een identiteit met O. simus omdat bij de laatste het voorste tandenpaar wat achter de snuitpunt ligt en meer naar beneden gericht is, terwijl die tanden bij Tropeognathus mesembrinus in het voorvlak van de snuit liggen met een horizontale oriëntatie.

### Beschrijving

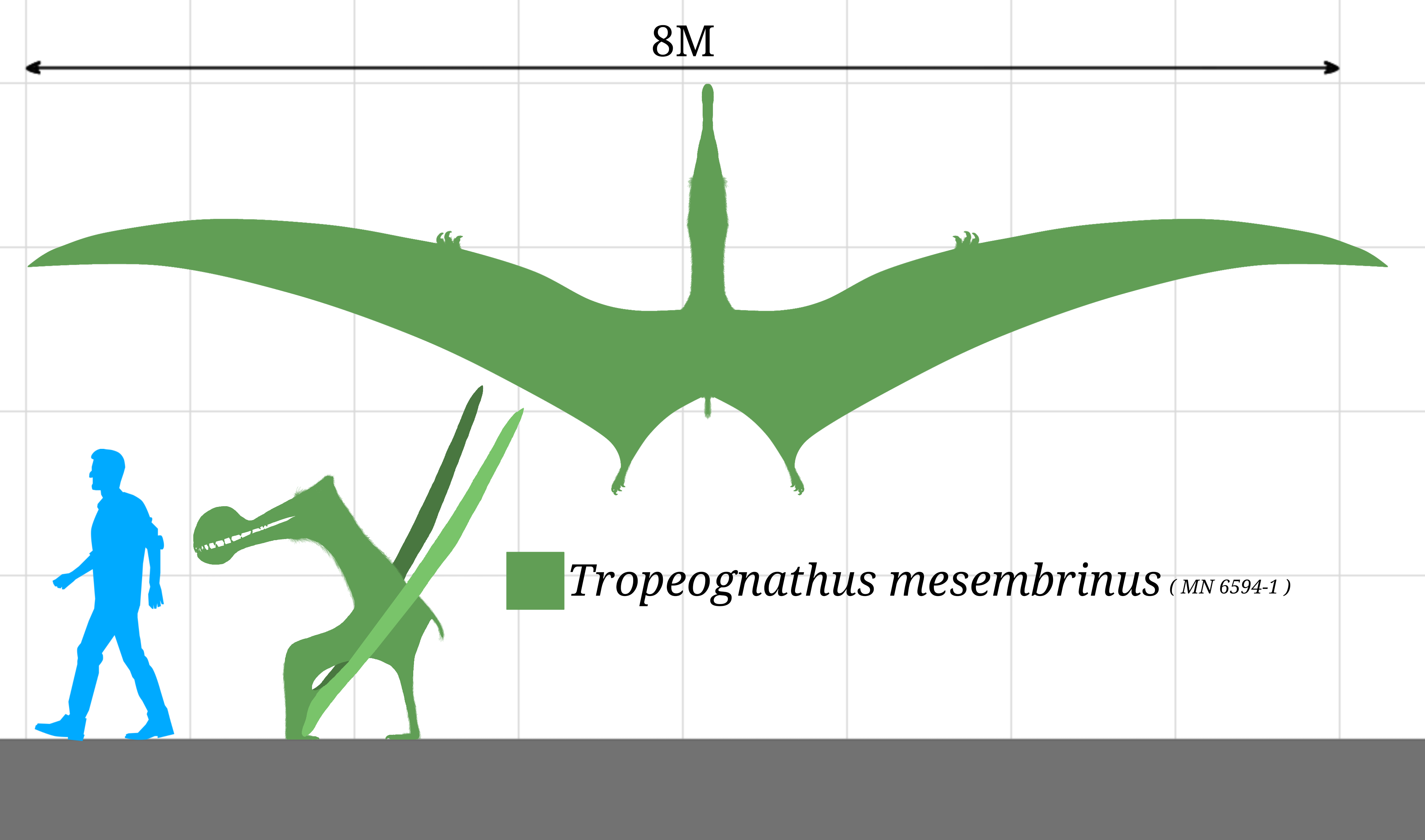
Een vergelijking in grootte met een mens

Wellnhofer gaf in 1987 een korte diagnose die mede kenmerken van de onderkaken omvatte. De symfyse van de onderkaken draagt een hoge afgeronde kiel die kleiner is dan de snuitkam. Op de symfyse bevindt zich een diepe groeve. De onderkaken zijn vooraan niet verbreed. Iedere onderkaak draagt elf tanden. Veldmeijer wees er in 1999 op dat de onderkaak in feite elf tanden draagt en in 2006 vermeerderde hij dat zelfs tot dertien.
In de bovenkaak staan veertien tanden. Het eerste tandenpaar van de bovenkaken is kleiner en dicht op elkaar geplaatst op de voorste snuitpunt. Ze staan wat hoger dan verdere tanden en zijn wat schuin naar voren gericht. Het tweede tandenpaar staat meer uiteen. Het derde tandenpaar is het grootst. Het staat op de kaakranden die hier hun grootste voorste verbreding hebben. De voorste tanden staan in zijaanzicht op gelijke afstand. Tussen tanden zes, zeven, acht en negen, is de afstand echter groter. De elfde tot en met veertiende tand zijn duidelijk kleiner. Hoewel de kronen zijn afgebroken zodat de precieze vorm onbekend is, waren de tanden vermoedelijk lang, spits gebogen en kegelvormig, met een ovale dwarsdoorsnede in de lengterichting van de schedel. De mandibulaire symfyse is achteraan diep ingekeept.
In 2013 beschreef Kellner een gedeeltelijk skelet dat hij voorlopig toeschreef aan T. mesembrinus, specimen MN 6594-V, waarvan hij de spanwijdte op 826 centimeter schatte, rekening houdend met een buiging van de vleugelgewrichten. Het was vermoedelijk begin jaren tachtig gestroopt maar de grote knol was uit elkaar gevallen zodat het niet goed verkoopbaar meer was. De delen ervan raakten verspreid en werden uiteindelijk aan Kellner afgestaan. Hij stelde dat het het grootste pterosauriërindividu was dat ooit uit Gondwana geborgen was. Zulke claims zijn eerder gemaakt voor Zuid-Amerikaanse vondsten, met schattingen die wel tot twaalf meter spanwijdte liepen, maar MN 6594-V is het eerste reuzenexemplaar dat uit vrij volledig materiaal bestaat. Dat criterium aanhoudend is het zelfs het grootste ter wereld. Uit een analyse van de botstructuur van een vleugelvingerkootje, die een vertraging van de botafzetting toonde, bleek dat het een vrij oud individu betrof dat min of meer zijn maximumgrootte bereikt had.
Kellner gaf in 2013 een aantal kenmerken aan waarin Tropeognathus zich onderscheidt van Anhanguera. Het aantal tanden is lager, zowel in de bovenkaken als onderkaken. De schedelkam is breder en stomper. De middenrichel op het verhemelte is meer ontwikkeld. Het bovendeel van het achterhoofd helt sterker naar achteren. De symfyse van de onderkaken is korter.
De snuitkam van het nieuwe exemplaar, doortrokken van diepe adergroeven, is erg hoog met een achterrand die een hoek maakt van zestig graden met de bovenkant van de schedel, het dubbele als bij het holotype. De voorste vijf ruggenwervels zijn versmolten tot een notarium. De vijf sacrale wervels zijn versmolten tot een synsacrum. De derde en vierde sacrale wervel zijn gekield, wat uniek is binnen de Pterosauria. Het grote borstbeen loopt vooraan uit in een korte stompe cristospina. Het voorblad van het darmbeen is sterk omhoog gericht. Het dijbeen is lang, slank en recht.

## Tropeognathus robustus

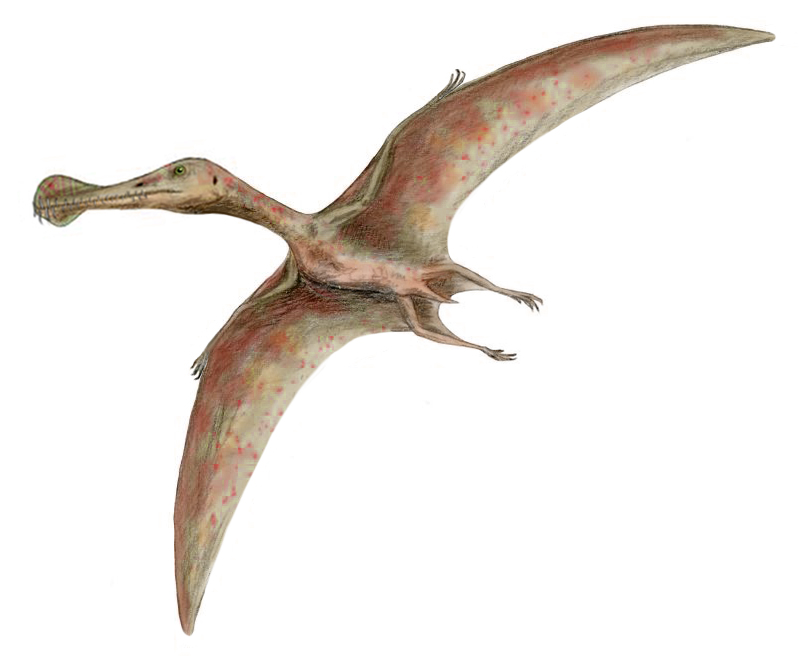
Tropeognathus robustus had iets schuiner toelopende kammen

Wellnhofer benoemde in 1987 nog een tweede soort: Tropeognathus robustus. De soortaanduiding betekent 'steviggebouwd' in het Latijn, een verwijzing naar de forse bouw van het holotype, BSP 1987 I 47, een onderkaak die wijst op een schedellengte van zevenenzestig centimeter. Het hele dier zou volgens Wellnhofer een spanwijdte hebben gehad van 6,2 meter. Er is nog een tweede fossiel, SMNK 2302 PAL, dat bestaat uit een voorste boven- en onderkaak waarvan sommige tanden zeer lang en gekromd zijn en duidelijk zijn aangepast aan het grijpen van vissen.

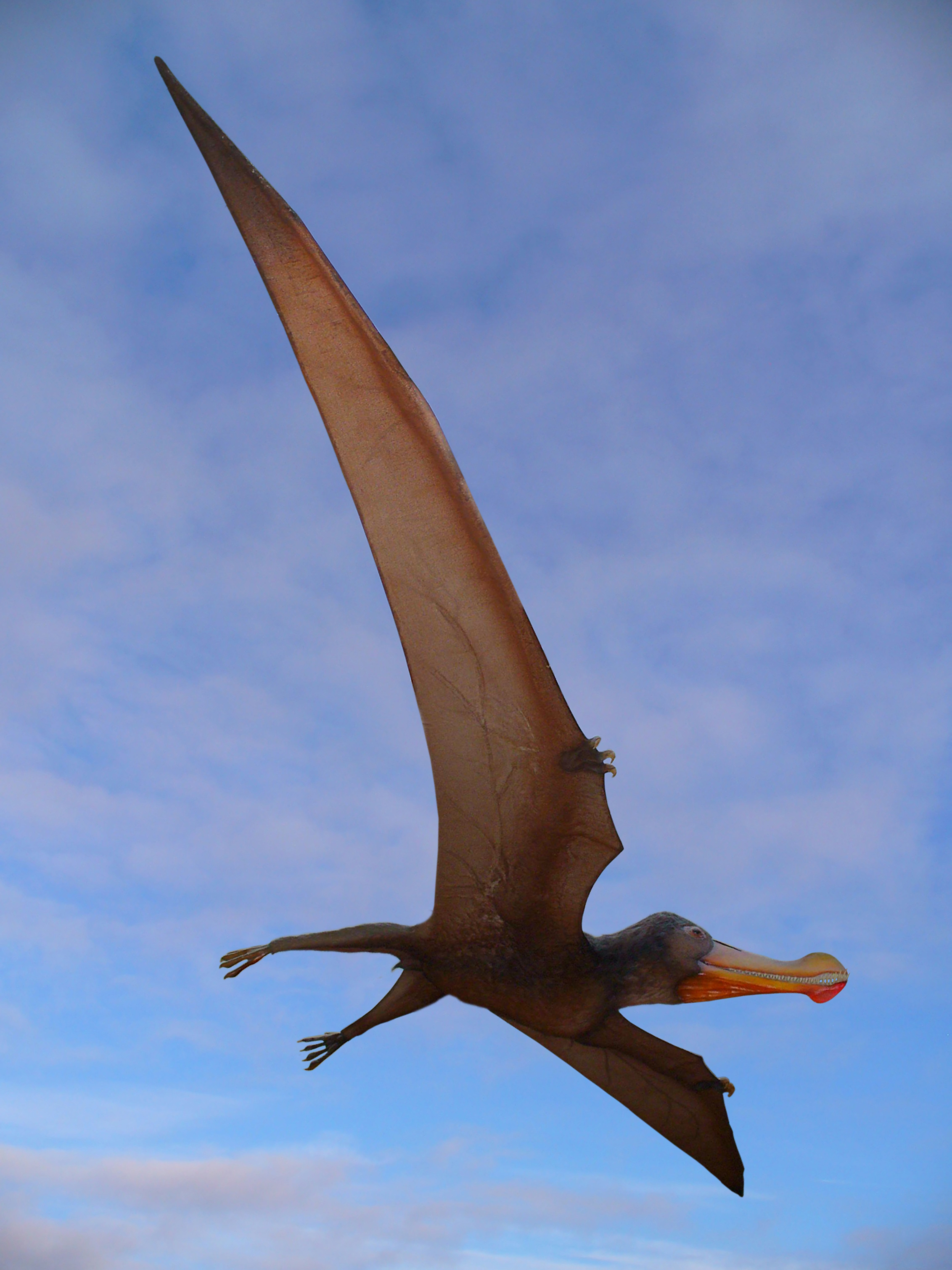
T. robustus

Ook T. robustus is weer aan andere geslachten toegewezen. Kellner zag en ziet het als een Anhanguera robustus — beide soorten zouden dus niet nauw verwant zijn — Fastnacht en Veldmeijer als een Coloborhynchus robustus; Unwin is het daar mee eens en meent ook dat Anhanguera piscator een jonger synoniem is van een C. robustus. Op dit moment is er dus geen enkele onderzoeker die de soort nog bij Tropeognathus onderbrengt. 
T. robustus heeft meer tanden dan T. mesembrinus en de kammen, hoewel van aanzienlijke grootte, verbreden meer geleidelijk en rechter van de snuit af, terwijl bij T. mesembrinus hun voorkanten vrijwel haaks op de lengterichting staan.

## Levenswijze
Met een spanwijdte van ruim zes meter, misschien ruim acht meter, was Tropeognathus een van de grotere pterosauriërs, de grootste die we uit het Onder-Krijt kennen. Door zijn grootte kan het een uitstekende zwever geweest zijn die zich over aanzienlijke afstanden langs kusten en over oceanen verplaatste, zo ook tussen Zuid-Amerika en Europa die toen dichter bij elkaar lagen, maar we weten eigenlijk te weinig van zijn proporties om te kunnen vaststellen of hij daar bijzonder in gespecialiseerd was. Hij is gevonden in een formatie die door sedimentatie in een meer gevormd werd, dus wellicht was zijn habitat in feite vrij beperkt. De langgerekte snuit met grijpende tanden duidt op een levenswijze als viseter. 
De 'kiel' wordt traditioneel verklaard als een aanpassing om beter door het water te klieven bij het al vliegend grijpen van een prooi (de kaak is naar voren toe ook nauwelijks verbreed) maar kan ook primair een signaalfunctie hebben gehad voor de communicatie binnen de soort, bijvoorbeeld om een sekse- of leeftijdsonderscheid aan te geven. Alleen als we veel meer fossielen hadden gehad, zou dat echter statistisch te analyseren zijn geweest.

## Fylogenie

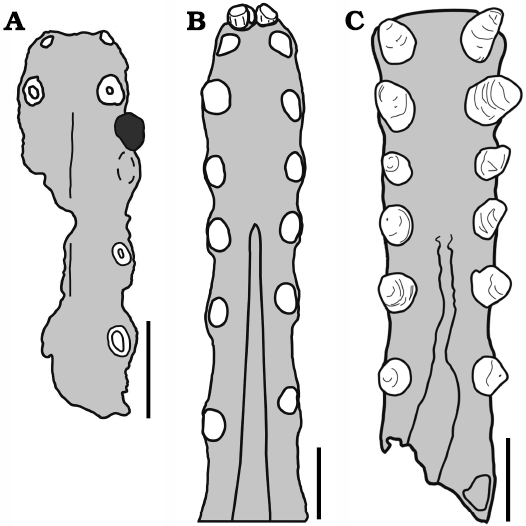
Het verhemelte onder B vergeleken met verwanten

Wellnhofer deelde Tropeognathus in bij een eigen familie Tropeognathidae, een begrip dat niet meer gebruikt wordt. Volgens Kellner waren de twee soorten leden van de Anhangueridae en volgens Unwin, de vormen in zijn optiek immers een soort van Ornithocheirus zijnde, leden van de Ornithocheiridae. Vermoedelijk zijn ze niet direct verwant.
In 2020 werd een Tropeognathinae benoemd, waarbinnen Tropeognathus de zustersoort zou zijn van Siroccopteryx zoals getoond door het volgende kladogram.
|  | Siroccopteryx |
|  |               |
|  | Tropeognathus |
|  |               |

|  | Mythunga   |
|  |            |
|  | Ferrodraco |
|  |            |

|  | Siroccopteryx |
|  |               |
|  | Tropeognathus |
|  |               |

|  | Mythunga   |
|  |            |
|  | Ferrodraco |
|  |            |

|  | Coloborhynchus                                                  |
|  |                                                                 |
|  | \| \| Nicorhynchus \| \| \| \| \| \| Uktenadactylus \| \| \| \| |
|  |                                                                 |
|  | Nicorhynchus                                                    |
|  |                                                                 |
|  | Uktenadactylus                                                  |
|  |                                                                 |

|  | Nicorhynchus   |
|  |                |
|  | Uktenadactylus |
|  |                |

|  | Coloborhynchus                                                  |
|  |                                                                 |
|  | \| \| Nicorhynchus \| \| \| \| \| \| Uktenadactylus \| \| \| \| |
|  |                                                                 |
|  | Nicorhynchus                                                    |
|  |                                                                 |
|  | Uktenadactylus                                                  |
|  |                                                                 |

|  | Nicorhynchus   |
|  |                |
|  | Uktenadactylus |
|  |                |

|  | Caulkicephalus |
|  |                |
|  | Guidraco       |
|  |                |
|  | Ludodactylus   |
|  |                |

|  | Liaoningopterus                                                 |
|  |                                                                 |
|  | \| \| Cearadactylus \| \| \| \| \| \| Maaradactylus \| \| \| \| |
|  |                                                                 |
|  | Anhanguera                                                      |
|  |                                                                 |
|  | Cearadactylus                                                   |
|  |                                                                 |
|  | Maaradactylus                                                   |
|  |                                                                 |

|  | Cearadactylus |
|  |               |
|  | Maaradactylus |
|  |               |

|  | Caulkicephalus |
|  |                |
|  | Guidraco       |
|  |                |
|  | Ludodactylus   |
|  |                |

|  | Liaoningopterus                                                 |
|  |                                                                 |
|  | \| \| Cearadactylus \| \| \| \| \| \| Maaradactylus \| \| \| \| |
|  |                                                                 |
|  | Anhanguera                                                      |
|  |                                                                 |
|  | Cearadactylus                                                   |
|  |                                                                 |
|  | Maaradactylus                                                   |
|  |                                                                 |

|  | Cearadactylus |
|  |               |
|  | Maaradactylus |
|  |               |

|  | Siroccopteryx |
|  |               |
|  | Tropeognathus |
|  |               |

|  | Mythunga   |
|  |            |
|  | Ferrodraco |
|  |            |

|  | Siroccopteryx |
|  |               |
|  | Tropeognathus |
|  |               |

|  | Mythunga   |
|  |            |
|  | Ferrodraco |
|  |            |

|  | Coloborhynchus                                                  |
|  |                                                                 |
|  | \| \| Nicorhynchus \| \| \| \| \| \| Uktenadactylus \| \| \| \| |
|  |                                                                 |
|  | Nicorhynchus                                                    |
|  |                                                                 |
|  | Uktenadactylus                                                  |
|  |                                                                 |

|  | Nicorhynchus   |
|  |                |
|  | Uktenadactylus |
|  |                |

|  | Coloborhynchus                                                  |
|  |                                                                 |
|  | \| \| Nicorhynchus \| \| \| \| \| \| Uktenadactylus \| \| \| \| |
|  |                                                                 |
|  | Nicorhynchus                                                    |
|  |                                                                 |
|  | Uktenadactylus                                                  |
|  |                                                                 |

|  | Nicorhynchus   |
|  |                |
|  | Uktenadactylus |
|  |                |

|  | Caulkicephalus |
|  |                |
|  | Guidraco       |
|  |                |
|  | Ludodactylus   |
|  |                |

|  | Liaoningopterus                                                 |
|  |                                                                 |
|  | \| \| Cearadactylus \| \| \| \| \| \| Maaradactylus \| \| \| \| |
|  |                                                                 |
|  | Anhanguera                                                      |
|  |                                                                 |
|  | Cearadactylus                                                   |
|  |                                                                 |
|  | Maaradactylus                                                   |
|  |                                                                 |

|  | Cearadactylus |
|  |               |
|  | Maaradactylus |
|  |               |

|  | Caulkicephalus |
|  |                |
|  | Guidraco       |
|  |                |
|  | Ludodactylus   |
|  |                |

|  | Liaoningopterus                                                 |
|  |                                                                 |
|  | \| \| Cearadactylus \| \| \| \| \| \| Maaradactylus \| \| \| \| |
|  |                                                                 |
|  | Anhanguera                                                      |
|  |                                                                 |
|  | Cearadactylus                                                   |
|  |                                                                 |
|  | Maaradactylus                                                   |
|  |                                                                 |

|  | Cearadactylus |
|  |               |
|  | Maaradactylus |
|  |               |

## Walking with Dinosaurs

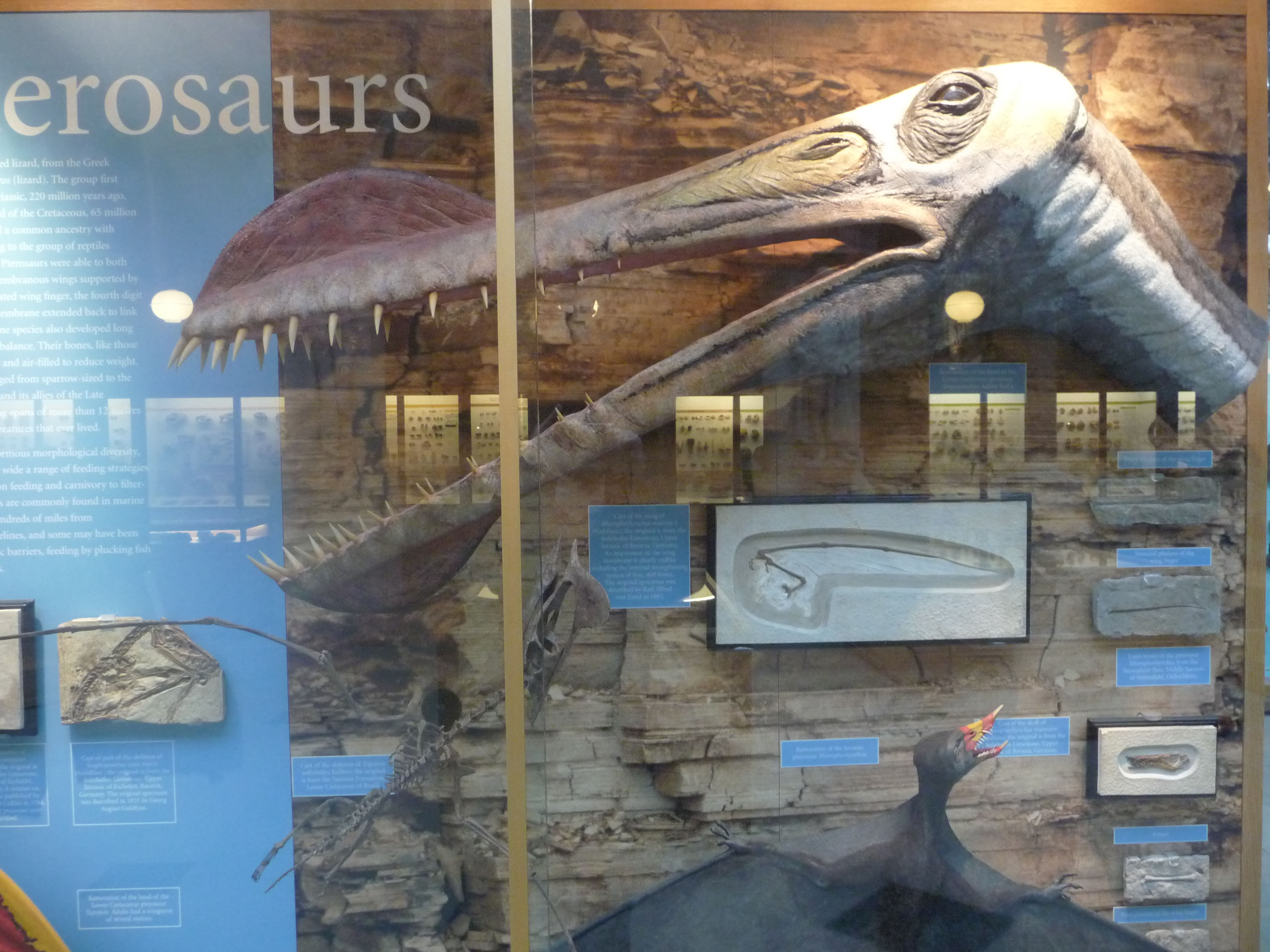
De handpop gebruikt bij Walking with Dinosaurs

In de televisieserie Walking with Dinosaurs werd een Ornithocheirus gepresenteerd waarvan het uiterlijk op dat van Tropeognathus mesembrinus gebaseerd was — Unwin was een van de adviseurs van de serie. Voor close-ups gebruikte men een handpop. Die toonde dikke vlezige oogleden en een spleetvormige neusopening hoog in de fenestra nasoantorbitalis, twee kenmerken die dubieus zijn.
In de serie werd beweerd dat Ornithocheirus een van de grootste pterosauriërs was die ooit geleefd had met een spanwijdte van twaalf meter; dit was echter gebaseerd op fragmentarisch materiaal dat nog bestudeerd wordt door David Martill en Heinz Peter Bredow en waarvan zowel het verband met Tropeognathus onzeker is als de grootte van het dier waarop ze zouden wijzen; Bredow acht een spanwijdte van tien meter het waarschijnlijkst.